# Гуляйпільська міська рада
Гуляйпі́льська міська́ ра́да — орган місцевого самоврядування Гуляйпільської міської громади в Пологівському районі Запорізької області.

## Загальні відомості
Гуляйпільська міська рада утворена в 1921 році.

## Склад ради
Рада складається з 30 депутатів та голови.
- Голова ради: Неміч Олексій Григорович
- Секретар ради: Рябко Тетяна Петрівна

### Керівний склад попередніх скликань
| Прізвище, ім'я, по батькові | Основні відомості                                                                                | Дата обрання | Дата звільнення |
| --------------------------- | ------------------------------------------------------------------------------------------------ | ------------ | --------------- |
| Неміч Олексій Григорович    | Міський голова, 1953 року народження, освіта вища, член Всеукраїнського об'єднання «Батьківщина» | 26.03.2006   | 31.10.2010      |
| Неміч Олексій Григорович    | Міський голова, 1953 року народження, освіта вища, член Партії регіонів                          | 31.10.2010   | 25.10.2015      |
| Неміч Олексій Григорович    | Міський голова, 1953 року народження, освіта вища, безпартійний                                  | 25.10.2015   |                 |

Примітка: таблиця складена за даними сайту Верховної Ради України

### Депутати
За результатами місцевих виборів 2010 року депутатами ради стали:

#### За суб'єктами висування
| Суб'єкт висування                                       | Кількість обраних депутатів | %    |
| ------------------------------------------------------- | --------------------------- | ---- |
| Партія регіонів                                         | 22                          | 73,3 |
| Комуністична партія України                             | 4                           | 13,3 |
| Політична партія Всеукраїнське об'єднання «Батьківщина» | 4                           | 13,3 |

#### За округами
| № округу                                                | Прізвище, ім'я, по батькові     | Дата визнання обраним | Освіта  | Партійна приналежність                        | Відомості про обраного депутата |
| ------------------------------------------------------- | ------------------------------- | --------------------- | ------- | --------------------------------------------- | --- |
| Комуністична партія України                             |                                 |                       |         |                                               | |
| б/м                                                     | Глухарєва Оксана Олександрівна  | 05.11.2010            | середня | член Комуністичної партії України             | тимчасово не працює |
| б/м                                                     | Крутінь Ніна Григорівна         | 05.11.2010            | вища    | позапартійна                                  | Гуляйпільська загальноосвітня школа I-III ст. № 1, вчитель                                                                          |
| б/м                                                     | Муха Тамара Іванівна            | 04.11.2010            | середня | член Комуністичної партії України             | Гуляйпільська ЦРЛ, старша медична сестра                                                                                            |
| 1                                                       | Мартиненко Павло Григорович     | 05.11.2010            | середня | позапартійний                                 | тимчасово не працює |
| Партія регіонів                                         |                                 |                       |         |                                               | |
| б/м                                                     | Процик Леся Михайлівна          | 05.11.2010            | вища    | член Партії регіонів                          | пенсіонер |
| б/м                                                     | Клименко Людмила Володимирівна  | 05.11.2010            | вища    | член Партії регіонів                          | Гуляйпільська районна державна адміністрація, начальник відділу організаційної роботи                                               |
| б/м                                                     | Закарлюка Ігор Вікторович       | 05.11.2010            | середня | член Партії регіонів                          | ТОВ «Кооперативний ринок», директор                                                                                                 |
| б/м                                                     | Сацький Сергій Володимирович    | 05.11.2010            | середня | член Партії регіонів                          | комунальне підприємство «Комунсервіс», заступник директора                                                                          |
| б/м                                                     | Шкабарня Ірина Олександрівна    | 05.11.2010            | вища    | член Партії регіонів                          | ТОВ «Роджерс», завідувачка аптеки № 24                                                                                              |
| б/м                                                     | Сінєльнік Ольга Федорівна       | 05.11.2010            | середня | член Партії регіонів                          | тимчасово не працює |
| б/м                                                     | Ставицька Ірина Геннадіївна     | 05.11.2010            | вища    | член Партії регіонів                          | КУ «Централізована бібліотечна система» Гуляйпільської районної ради, директор                                                      |
| б/м                                                     | Кравченко Віта Василівна        | 05.11.2010            | вища    | член Партії регіонів                          | ВАТ "Запоріжобленерго"Гуляйпільський район електричних мереж, заступник начальника                                                  |
| 2                                                       | Шамрай Світлана Олександрівна   | 05.11.2010            | вища    | член Партії регіонів                          | Гуляйпільська спеціалізована загальноосвітня школа-інтернат, вчитель                                                                |
| 3                                                       | Коростильов Дмитро Олексійович  | 05.11.2010            | вища    | член Партії регіонів                          | фізична особа-підприємець |
| 4                                                       | Джемела Олександр Васильович    | 05.11.2010            | вища    | член Партії регіонів                          | Гуляйпільська ЦРЛ, лікар-травматолог                                                                                                |
| 5                                                       | Жаболенко Олександр Миколайович | 05.11.2010            | середня | член Партії регіонів                          | фізична особа-підприємець |
| 6                                                       | Муха Олена Леонідівна           | 05.11.2010            | вища    | член Партії регіонів                          | Комунальне підприємство «Редакція газети „Голос Гуляйпілля“», завідувачка відділу сім'ї, молоді, культури і спорту                  |
| 7                                                       | Канцибка Лариса Григорівна      | 05.11.2010            | вища    | член Партії регіонів                          | Фінансове управління Гуляйпільської районної державної адміністрації, головний спеціаліст, економіст                                |
| 8                                                       | Волошина Ольга Олексіївна       | 05.11.2010            | вища    | член Партії регіонів                          | Гуляйпільський районний будинок культури, директор                                                                                  |
| 9                                                       | Азаров Микола Миколайович       | 05.11.2010            | вища    | член Партії регіонів                          | Гуляйпільське районне державне комунальне підприємство «Друкарня», директор                                                         |
| 10                                                      | Зуйченко Володимир Олексійович  | 05.11.2010            | вища    | позапартійний                                 | ВАТ «Запоріжжяобленерго» «Гуляйпільський район електричних мереж», майстер по транспорту                                            |
| 11                                                      | Столяренко Сергій Анатолійович  | 05.11.2010            | вища    | член Партії регіонів                          | Гуляйпільська спеціалізована загальноосвітня школа-інтернат, директор                                                               |
| 12                                                      | Тарасенко Любов Іванівна        | 05.11.2010            | вища    | член Партії регіонів                          | Відділ з питань внутрішньої політики та зв'язків з громадськістю апарату Гуляйпільської районної державної адміністрації, начальник |
| 13                                                      | Бут Роман Сергійович            | 05.11.2010            | вища    | член Партії регіонів                          | Гуляйпільська загальноосвітня школа № 2, директор                                                                                   |
| 14                                                      | Шершень Тетяна Василівна        | 05.11.2010            | вища    | член Партії регіонів                          | Гуляйпільська спеціалізована загальноосвітня школа-інтернат, вчитель                                                                |
| 15                                                      | Родіна Любов Іванівна           | 05.11.2010            | вища    | член Партії регіонів                          | фізична особа-підприємець |
| Політична партія Всеукраїнське об'єднання «Батьківщина» |                                 |                       |         |                                               | |
| б/м                                                     | Панченко Олександр Анатолійович | 05.11.2010            | вища    | член Всеукраїнського об'єднання «Батьківщина» | дочірне підприємство «Гуляйполе Лада», директор                                                                                     |
| б/м                                                     | Люта Валентина Григорівна       | 05.11.2010            | вища    | член Всеукраїнського об'єднання «Батьківщина» | державний навчальний заклад «Чубарівський професійний аграрний ліцей» м. Гуляйполе, заступник директора                             |
| б/м                                                     | Борт Тамара Вікторівна          | 05.11.2010            | вища    | член Всеукраїнського об'єднання «Батьківщина» | комунальне підприємство «Редакція газети „Голос Гуляйпілля“», завідувачка відділу                                                   |
| б/м                                                     | Приходько Володимир Павлович    | 05.11.2010            | вища    | член Всеукраїнського об'єднання «Батьківщина» | пенсіонер |